# Lhasa de Sela
Lhasa de Sela (Big Indian, Estats Units; 27 de setembre de 1972 - Mont-real, Canadà; 1 de gener del 2010) va ser una cantant mexicà-nord-americana que va cantar en espanyol, anglès i francès. El seu estil combina la música tradicional mexicana amb el klezmer i el rock.

## Biografia
El seu pare Alex Sela, mexicà, és un escriptor i professor d'espanyol, la seva mare Alexandra Karames una fotògrafa estatunidenca.
Va viatjar de nena per diferents llocs d'Amèrica del Nord i als 13 anys ja cantava en cafès de  San Francisco.
Tenint 19 anys es va traslladar a Mont-real i va conèixer a Yves Desrosiers amb qui va publicar en 1997 el seu primer àlbum La Llorona, del qual van vendre més de 400.000 còpies a França i el Canadà.
Més tard, Lhasa s'integra a Europa al circ contemporani "Pocheros", on va treballar amb les seves germanes i després s'estableix a Marsella on va compondre gran part del seu segon àlbum.
De tornada a Mont-real l'any 2002, Lhasa s'associa al percussionista François Lalonde i al pianista Jean Massicotte, que van arreglar i coproduir  The Living Road.
El desembre del 2007, Lhasa torna als estudis per gravar el seu tercer àlbum, Lhasa, publicat l'abril del 2009, aquesta vegada gravat en anglès.
La cantant va morir l'any 2010, víctima d'un càncer de mama a l'edat de 37 anys.

## Discografia
- 1997: La llorona
- 2003: The Living Road
- 2009: Lhasa